# Јулија Кристева
Јулија Кристева (буг. Юлия Кръстева; Сливен, 24. јун 1941) је бугарско-француски филозоф, књижевни критичар, семиотичар, психоаналитичар, феминист и, однедавно, романописац, која живи у Француској од средине шездесетих година 20. века. Сада је заслужни професор на Универзитету Paris Diderot. Ауторка више од 30 књига, укључујући Моћи ужаса, Приче о љубави, Црно сунце: депресија и меланхолија, Пруст и осећај времена и трилогије Женски геније, одликована је командантом Легије части, заповедником Ордена за заслуге, Холберговом међународном меморијалном наградом, наградом Хана Арент и наградом Фондације Висион 97, коју додељује Хавел Фоундација.
Кристева је постала утицајна у међународној критичкој анализи, културолошким студијама и феминизму након објављивања своје прве књиге, Семеиотике, 1969. Њено велико дело укључује књиге и есеје који се баве интертекстуалношћу, семиотиком и одбацивањем у областима лингвистике, теорије књижевности и критике, психоанализе, биографије и аутобиографије, политичке и културне анализе, уметности и историје уметности. Истакнута је у структуралистичкој и постструктуралистичкој мисли.
Кристева је такође оснивач одбора за награду Симон де Бовоар.

## Живот
Кристева је рођена у хришћанској породици у Сливену у Бугарској, ћерка је црквеног рачуновође. Кристева је са сестром похађала франкофонску школу коју су водиле доминиканске монахиње. Кристева се упознала са радом Михаила Бахтина у ово време у Бугарској. Кристева је наставила да студира на Универзитету у Софији и стечена истраживачка стипендија јој је омогућила да се пресели у Француску у децембру 1965, када је имала 24 године. Наставила је школовање на неколико француских универзитета, студирајући међу осталим научницима код Lucien Goldmannа и Ролан Барта. 2. августа 1967. године Кристева се удала за романописца Philippe Sollers-a, рођеног као Филип Јоиаук.
Кристева је предавала на Универзитету Колумбиа почетком 1970-их и остала као гостујући професор. Објављивала је и под венчаним именом Јулиа Јоиаук.

## Посао
Након придруживања „Tel Quel групи“ коју је основао Солерс, Кристева се усредсредила на језичку политику и постала активни члан групе. Тренирала је психоанализу, а диплому стекла 1979. године. На неки начин се на њен рад може гледати као на покушај прилагођавања психоаналитичког приступа постструктуралистичкој критици. На пример, њено виђење теме и њене конструкције дели сличности са Зигмундом Фројдом и Лаканом. Међутим, Кристева одбацује свако разумевање теме у структуралистичком смислу; уместо тога, она фаворизује субјект који је увек „у процесу“ или „на суђењу“. На овај начин, она доприноси постструктуралистичкој критици есенцијализованих структура, истовремено чувајући учења психоанализе. Путовала је у Кину седамдесетих година, а касније је писала О кинеским женама (1977).

### "Семиотичко" и "симболичко"
Један од најважнијих доприноса Кристеве је да се ознака састоји од два елемента, симболичког и "семиотичког", при чему се овај други разликује од семиотичке дисциплине коју је основао Фердинанд де Сосир. Као што је објаснио Augustine Perumalil, Кристевин "семиотик је уско повезан са инфантилним преедипалом на који се помињу радови Фројд-а, Ото Ранк-а, Меланије Клајн, Психоанализа односа британских предмета  и Лаканове пре-зрцалне фазе. То је емоционално поље, везано за инстинкте, које пребива у пукотинама и прозодији језика, а не у денотативним значењима речи." 
 Даље, према Birgit Schippers, семиотика је царство повезано са музичким, поетским, ритмичким и оним што нема структуру и значење. Уско је везано за „женско“ и представља недиференцирано стање новорођенчета пре Огледала.
Уласком у сцену огледала, дете учи да прави разлику између себе и других и улази у подручје заједничког културног значења, познатог као симболично. У Жељи за језиком (1980), Кристева описује симболично као простор у којем развој језика омогућава детету да постане „субјект који говори“ и да развије осећај идентитета одвојен од мајке. Овај процес раздвајања познат је под називом абјекција, при чему дете мора одбити и одмакнути се од мајке да би ушло у свет језика, културе, значења и социјалног. Ово царство језика назива се симболичким и супротставља се семиотичком по томе што је повезано са мушким, законом и структуром. Кристева одступа од Лакана у идеји да чак и након уласка у симболично, субјект наставља да осцилира између семиотичког и симболичког. Стога, уместо да дође до фиксног идентитета, субјект је трајно „у процесу“. Будући да се женска деца и даље у одређеној мери поистовећују са фигуром мајке, нарочито је вероватно да ће задржати блиску везу са семиотичким. Ова континуирана идентификација са мајком може резултирати оним што Кристева у Црном сунцу (1989) назива меланхолијом (депресијом), с обзиром на то да женска деца истовремено одбацују и поистовећују се са мајчином фигуром.
Такође се сугерише (нпр. Creed, 1993) да се деградација жена и женских тела у популарној култури (а посебно, на пример, у слешерским филмовима) појављује због претње идентитету које представља мајчино тело: то је подсетник на време проведено у недиференцираном стању семиотике, где човек нема концепт себе или идентитета. Након одбацивања мајке, субјект задржи несвесну фасцинацију са семиотички, желећи да уједини са мајком, а истовремено страхујући губитак идентитета који га прати. Слешер филм тако омогућавају члановима публике да безбедно реконструишу поступак одбацивања проклетством и уништавањем мајчине фигуре.
Кристева је такође позната по усвајању Платонове идеје о хори, што значи „хранљиви матерински простор“ (Schippers, 2011). Кристевина идеја о хори тумачена је на више начина: као референца на материцу, као метафора односа између мајке и детета и као временски период који претходи огледалној сцени. У свом есеју Мајке Према Ђовани Белини из Дезире у језику (1980) Кристева говори о хори као о „неекспресивној целини коју чине погони и њихови станови у покретности која је пуна покрета како је регулисана“. Даље сугерише да је мајчино тело оно које посредује између хоре и симболичког царства: мајка има приступ култури и значењу, али такође ствара тотализујућу везу са дететом.
Кристева је такође запажена по раду на концепту интертекстуалности.

### Антропологија и психологија
Кристева тврди да антропологија и психологија, или веза између друштвеног и субјекта, не представљају једна другу, већ следе исту логику: опстанак групе и субјекта. Даље, у својој анализи Едипа она тврди да субјект који говори не може сам да постоји, већ да он / она "стоји на крхком прагу као да је насукан због немогућег разграничења" (Powers of Horror, стр.85).
У поређењу између те две дисциплине, Кристева тврди да је начин на који појединац искључује мајку која је одбачена као средство за формирање идентитета исти начин на који се граде друштва. У ширем обиму, културе искључују мајчино и женско и тиме оне настају.

## Феминизам
Кристева је сматрана кључном заговорницом француског феминизма заједно са Симон де Бовоар, Хелене Цикоус и Лус Иригарај. Кристева је имала изузетан утицај на феминизам и феминистичке књижевне студије  у САД и Великој Британији, као и на читања савремене уметности  иако је њен однос према феминистичким круговима и покретима у Француској имао био прилично контроверзан. Кристева је направила чувену вишезначну дефиницију три врсте феминизма у Женском времену у New Maladies of the Soul (1993); док одбацује прва два типа, укључујући становиште Бовоар, понекад се сматра да њени ставови у потпуности одбацују феминизам. Кристева је предложила идеју вишеструких сексуалних идентитета против удруженог кода „јединственог женског језика“.

### Отказивање политике идентитета
Кристева тврди да су амерички феминистички академици погрешно схватили њене списе. По мишљењу Кристеве, није било довољно само сецирати структуру језика да би се пронашло његово скривено значење. Језик такође треба посматрати кроз призме историје и индивидуалних психичких и сексуалних искустава. Овај пост-структуралистички приступ омогућио је одређеним друштвеним групама да пронађу извор свог угњетавања до самог језика који су користиле. Међутим, Кристева верује да је штетно постављати колективни идентитет изнад индивидуалног идентитета и да је ово политичко утврђивање сексуалних, етничких и верских идентитета на крају тоталитарно .

## Романописац
Кристева је написала бројне романе који подсећају на детективске приче. Док књиге одржавају наративни неизвјесност и развијају стилизовану површину, њени читаоци се такође сусрећу са идејама својственим њеним теоријским пројектима. Њени ликови се углавном откривају кроз психолошке уређаје, што чини да њена врста фантастике углавном личи на касније дело Достојевског. Њен измишљени опус, који укључује Старца и вукове, Убиство у Византији и Поседе, иако често алегоричан, такође се у неким одломцима приближава аутобиографском, посебно са једном од протагонисткиња Поседовања, Stephanie Delacour - француском новинарком - која може бити виђена као Кристевин алтер его. Убиство у Византији бави се темама из православног хришћанства и политике; назвала га је „врстом анти-да Винчијевог законика“.

## Почасти
За своја „иновативна истраживања питања на пресеку језика, културе и књижевности“, Кристева је 2004. године добила међународну меморијалну награду Холберг. Добила је награду Хана Арент за политичку мисао 2006. године. Такође је награђена командантом Легије части, командантом Ордена за заслуге и наградом Вацлав Хавел. 10. октобра 2019. године, докторирала је на Католичком универзитету у Португалији.

## Научни пријем
Роман Јакобсонје рекао да "И читаоци и слушаоци, било да се слажу или се тврдоглаво не слажу са Јулијом Кристевом, заиста привлаче њен заразни глас и њен прави дар испитивања опште усвојених "аксиома" и супротног дара пуштања разних "проклетих питања" од њихових традиционалних знакова питања.
Роланд Барт коментарише да "Јулиа Кристева мења место ствари: она увек уништава последњу предрасуду, ону за коју сте мислили да вас може умирити, може бити [сиц] поносна; оно што она расељава је већ речено, деја-дит, тј. инстанца означеног, тј. глупост; оно што она подмеће је ауторитет - ауторитет монолошке науке, рођења." 
Ian Almond критикује Кристевин етноцентризам. Цитира закључак Гаиатри Спивак да Кристева књига О кинеским женама "припада оном осамнаестом веку [који] Кристева презире" након што је прецизирала "кратки, експанзивни, често потпуно неутемељен начин на који она пише о две хиљаде година културе коју је није упознат са„. Алмонд примећује одсуство софистицираности у Кристевиним примедбама које се тичу муслиманског света и одбацујућу терминологију коју користи за описивање његове културе и верника. Критикује Кристевину опозицију која супротставља "исламска друштва" против "демократија у којима је живот још увек прилично пријатан", истичући да Кристева не показује свест о сложеној и нијансираној дебати која се одвија међу теоретичаркама у муслиманском свету и да се она не односи на било шта друго осим Руждијеве фетве у одбацивању целокупне муслиманске вере као „реакционарне и прогонске“.
У часопису Intellectual Impostures (1997), професори физике Алан Сокал и Jean Bricmont посвећују поглавље Кристевој употреби математике у њеним списима. Они тврде да Кристева не показује релевантност математичких појмова о којима расправља за лингвистику и друга поља која проучава и да таква важност не постоји.

## Наводна сарадња са комунистичким режимом у Бугарској
2018. године бугарска државна комисија за досије саопштила је да је Кристева била агент Одбора за државну безбедност под кодним именом „Сабина“. Наводно је регрутована у јуну 1971. Пет година раније напустила је Бугарску да би студирала у Француској. Под комунистичким режимом, сваки Бугарин који је желео да путује у иностранство морао је да затражи излазну визу и добије одобрење Министарства унутрашњих послова. Процес је био дуг и тежак јер је свако ко је стигао на запад могао прогласити политички азил. Кристева је оптужбе назвала "гротескним и лажним". Дана 30. марта, државна комисија за досијеа започела је са објављивањем на мрежи целокупног низа докумената који одражавају Кристевину активност као доушника бившег Одбора за државну безбедност. Она енергично негира оптужбе.
Neal Ascherson је написао: "... недавна фрка око Јулије Кристеве не своди се ни на шта, мада некима одговара да је надују у застрашујући скандал... Али стварност приказана у њеним досијеима је тривијална. После насељавања у Париз 1965. године, бугарске сабласти су је стјерале у кут и указале јој да још увијек има рањиву породицу у својој земљи. Тако је пристала на редовне састанке током многих година, током којих је, чини се, својим радницима рекла само трачеве о Луј у Арагону, Georges Bataille & Co. из кафића на Левој обали - ствари које су могле прочитати у Le Canard enchaîné...комбинована интелигенцијска вредност производа и њених извештаја била је готово нула. Изгледа да су бугарски припадници обезбеђења знали да их се изиграва. Али нема везе: могли би импресионирати свог шефа показујући му на својим књигама правог међународног славља..." 

## Изабрани списи
- Séméiôtiké: recherches pour une sémanalyse 1969. (Енглески превод: Жеља за језиком: Семиотички приступ књижевности и уметности 1980)
- Le Langage, Cet Inconnu 1969. (Преведено 1981. као Језик. Непознато. Иницијација у лингвистику. 1989)
- La Révolution Du Langage Poétique: L'avant-Garde À La Fin Du Xixe Siècle, Lautréamont Et Mallarmé 1974. (Скраћени енглески превод: Револуција у поетском језику 1984)
- About Chinese Women (О кинеским женама), 1977.
- Powers of Horror: An Essay on Abjection (Моћи ужаса: есеј о абјекцији), 1982.
- The Kristeva Reader, 1986.
- In the Beginning Was Love: Psychoanalysis and Faith (На почетку је била љубав: психоанализа и вера), 1987.
- Black Sun: Depression and Melancholia (Црно сунце: депресија и меланхолија), 1989.
- Strangers to Ourselves (Странци нама самима), 1991.
- Nations without Nationalism (Нације без национализма), 1993.
- New Maladies of the Soul (Нове маладија душе), 1995.
- Experiencing the Phallus as Extraneous (Доживљавање Фалуса као страног -  паралакса издање 8), 1998.
- Crisis of the European Subject. (Криза европског субјекта)  2000.
- Reading the Bible (Читање Библије), 2001.
- Female Genius: Life, Madness, Words: Hannah Arendt, Melanie Klein, Colette (Женски геније: живот, лудило, речи: Хана Арендт, Мелание Клеин, Колет), 2001.
- Hannah Arendt: Life is a Narrative (Хана Арендт: Живот је прича), 2001.
- Hatred and Forgiveness. (Мржња и праштање), 2010.
- The Severed Head: Capital Visions (Одсечена глава: Капиталне визије), 2011.
- Marriage as a Fine Art (with Philippe Sollers) (Брак као ликовна уметност), 2016.

## Новеле
- The Samurai (Самураји), 1992.
- The Old Man and the Wolves (Старац и вукови), 1994.
- Possessions (Поседовања), 1998.
- Murder in Byzantium (Убиство у Византији), 2006.
- Teresa, My Love: An Imagined Life of the Saint of Avila (Тереза, Моја љубав: замишљени живот светице Авиле), 2015.

### Књиге о Јулији Кристевој
- Irene Ivantcheva-Merjanska, Ecrire dans la langue de l'autre. Assia Djebar et Julia Kristeva, 2015.
- Jennifer Radden, The Nature of Melancholy: From Aristotle to Kristeva ( Природа меланхолије: од Аристотела до Кристеве), 2000.
- Megan Becker-Leckrone, Julia Kristeva And Literary Theory (Јулиа Кристева и теорија књижевности), 2005.
- Sara Beardsworth, Julia Kristeva, Psychoanalysis and Modernity (Јулиа Кристева, Психоанализа и модерност), 2004. (Психоаналитичка стипендија Goethe Award 2006, финалиста за најбољу књигу објављену 2004)
- Kelly Ives, Julia Kristeva: Art, Love, Melancholy, Philosophy, Semiotics and Psychoanalysis, 2010.
- Kelly Oliver Ethics, Politics, and Difference in Julia Kristeva's Writing (Етика, политика и разлике у писању Јулије Кристеве), 1993.
- Kelly Oliver, Reading Kristeva: Unraveling the Double-bind (Читање Кристеве: Расплет двоструког повезивања), 1993.
- John Lechte, Maria Margaroni, Julia Kristeva: Live Theory (Јулиа Кристева: Теорија уживо), 2005.
- Noëlle McAfee, Julia Kristeva (Јулиа Кристева), 2003.
- Griselda Pollock, Julia Kristeva 1966-1996 (Јулиа Кристева 1966-1996), 1998.
- Anna Smith, Julia Kristeva: Readings of Exile and Estrangement, 1996.
- David Crownfield, Body/Text in Julia Kristeva: Religion, Women, and Psychoanalysis, 1992.